# Ada Philine Stappenbeck
Ada Philine Stappenbeck (* 21. September 1996 in Berlin) ist eine deutsche Schauspielerin.

## Leben
Ada Philine Stappenbeck wurde als Tochter der Autorin und Regisseurin Petra Katharina Wagner und des Filmeditors und Produzenten Erik Stappenbeck geboren. Im Alter von acht Jahren wurde sie mit ihrer Zwillingsschwester Mia-Maria für die Produktion Gier nach Gold von Frank Castorf an der Volksbühne Berlin gefilmt, die Aufnahmen wurden auf der Bühne gezeigt. Nach dem Abitur begann sie ein Studium der Filmwissenschaft an der Freien Universität Berlin.
2011 war sie die deutsche Synchronstimme von Panda Cub im Animationsfilm Kleiner starker Panda. 2016 besuchte sie den Kurs Filmschauspiel für junge Talente unter Leitung von Teresa Harder und einen Tanzworkshop im Rahmen des Tanztheaterprojektes Die Berliner Luftbrücke unter Robert Solomon. 2017 absolvierte sie ein Sprachtraining bei Sabine Haupt, 2019 Acting in English an der London Academy of Music and Dramatic Art.
Für die Verfilmung des Romanes Die Mitte der Welt von Regisseur Jakob M. Erwa wurde sie unter 400 Bewerberinnen für die Rolle der Dianne ausgewählt und gemeinsam mit Svenja Jung im Rahmen des Filmfests München 2016 für den Förderpreis Neues Deutsches Kino in der Kategorie Schauspiel nominiert. Unter der Regie ihrer Mutter drehte sie die Fernsehfilme Viel zu nah (2016) sowie Frankfurt, Dezember 17 (2018). In Frankfurt, Dezember 17 hatte sie an der Seite von Christoph Luser als Lennard eine Hauptrolle als Sam.
In der Folge Borowski und das dunkle Netz der Fernsehreihe Tatort war sie 2017 als Julie Sternow zu sehen. Episodenrollen hatte sie 2018 in der Folge Dunkle Wasser der ARD-Serie Morden im Norden, in der Folge Ganz oder gar nicht der ARD-Serie In aller Freundschaft – Die Krankenschwestern sowie in der Folge Mitten ins Herz der ZDF-Serie SOKO Hamburg. In der Webserie Druck verkörperte sie 2018/19 die Rolle der Linn Shira, im Kinofilm Auerhaus von Neele Leana Vollmar hatte sie 2019 eine Hauptrolle als Pauline. Anfang 2022 war sie in der Folge Hildes Erbe der ARD-Kriminalfilmreihe Polizeiruf 110 als Schwester des Mordopfers Emma Grutzke zu sehen. Für ihre Darstellung der Emma wurde sie im Rahmen der Verleihung des Deutschen Schauspielpreises 2022 in der Kategorie Schauspieler*in in einer episodischen Rolle nominiert.
In der Trilogie Friedhof der Welpen / Geburt der Drachenfrau / Schlepper aus der Reihe Der Usedom-Krimi übernahm sie die Rolle der Fabienne.

## Filmografie (Auswahl)
- 2011: Kleiner starker Panda (Little Big Panda, Stimme)
- 2016: Die Mitte der Welt
- 2017: Viel zu nah (Fernsehfilm)
- 2017: Tatort: Borowski und das dunkle Netz
- 2018: Morden im Norden – Dunkle Wasser (Fernsehserie)
- 2018: SOKO Hamburg – Mitten ins Herz (Fernsehserie)
- 2018: In My Room
- 2018: Frankfurt, Dezember 17 (Fernsehfilm)
- 2018: In aller Freundschaft – Die Krankenschwestern – Ganz oder gar nicht (Fernsehserie)
- 2018–2019: Druck (Webserie)
- 2019: Auerhaus
- 2021: Nahschuss
- 2021: Ich bin Sophie Scholl (Instagram-Serie)
- 2021: WaPo Berlin – Moses (Fernsehserie)
- 2022: Polizeiruf 110: Hildes Erbe
- 2023: Luden (Fernsehserie)
- 2023: Der Usedom-Krimi (Fernsehreihe)
  - Friedhof der Welpen
  - Geburt der Drachenfrau
  - Schlepper
- 2024: Wilsberg: Blut geleckt (Fernsehreihe)

## Auszeichnungen und Nominierungen
Deutscher Schauspielpreis 2022
- Nominierung in der Kategorie Schauspieler*in in einer episodischen Rolle für Polizeiruf 110: Hildes Erbe[8]